# Cerkev s. Janeza Krstnika, Arucas
Cerkev sv. Janeza Krstnika ali cerkev Arucas je katoliška cerkev v starem mestu Arucas na otoku Gran Canaria na Kanarskih otokih v Španiji.
Gradnja se je začela 19. marca 1909 in je trajala 68 let. Cerkev je bila odprta za bogoslužje leta 1917, vendar se je gradnja nadaljevala do leta 1977, ko je bila cerkev dokončana. Zaradi velikih dimenzij jo običajno imenujejo katedrala Arucas, čeprav ni stolnica.

## Starodavni tempelj
Po osvojitvi otoka Gran Canaria s strani katoliških monarhov leta 1483 je bila v Arucasu ustanovljena nova naselbina v podobi nedavno uvoženega kastiljskega modela, na istem mestu, kjer je bilo prej naseljeno staroselsko prebivalstvo. Zdi se, da je bila ustanovitev novega zaselka dejstvo že leta 1503, s koncentracijo majhne skupine hiš okoli majhne puščavnice, posvečene sv. Janezu Krstniku, na območju med tako imenovanim »Novim gledališčem« in sedanjo cerkijo. Vzpon regije je privedel do tega, da je bila puščavnica leta 1515 povzdignjena v župnijo. Sčasoma je stara cerkev propadala, zaradi česar je bila v 16. stoletju potrebna večja rekonstrukcija, ki so ji sledile zaporedne obnove.
V 17. stoletju je puščavnica prešla iz preprostega osrednjega nadstropja v tempelj s tremi ladjami v renesančnem slogu. Že ob koncu 17. stoletja je bil narejen temeljit poseg na fasadi, na severnem boku so dodali zvonik z romanskim pridihom, z modrim kamnom iz kamnolomov Arucas in leta 1846 neoklasicistični južni stolp z uro.
Že od začetka 20. stoletja se je uveljavljala ideja, da bi imeli prebivalci večjo in sijajnejšo stavbo, in razpravljali, ali izboljšati obstoječo ali zgraditi novo. Na koncu je zmagala možnost, da se obstoječa poruši in na njenem mestu zgradi novo. Tako so januarja 1909 stari tempelj začeli razstavljati, medtem ko so že potekala dela na projektu sedanje cerkve.

## Trenutna Cerkev
Novo cerkev so začeli graditi 19. marca 1909 po projektu katalonskega arhitekta Manuela Vege y Marcha, za bogoslužje pa so jo odprli leta 1917, čeprav so se arhitekturna dela nadaljevala do leta 1977. Ideja o gradnji nove, večje in sijajnejše stavbe, v kateri bi molilo vse več župnijskih prebivalcev, je bila sprejeta z navdušenjem celotne soseske, ki je solidarno sodelovala pri projektu. Stavbo odlikuje neogotski slog; izdelana iz kamna Arucas, dovršena rezbarija poudarja znano spretnost lokalnih delavcev.
Tloris stavbe tvori skoraj popoln kvadrat, saj tri vzdolžne ladje prekinja širok transept, ki tako kot galerija, ki poteka vzdolž vrha, krepi središčnost prostora. Glavna ladja je dvakrat širša od stranskih ladij, ki se raztezata okoli apside in jo obdajata ter tvorita ambulatorij. Zunaj izstopajo detajli in okrasna razkošnost. Vsako njeno pročelje uokvirjata dva ostra stolpa s poligonalno osnovo.
Glede na slog, v katerem je bila cerkev zasnovana, zavzemajo vidno vlogo vitraji. Ti prihajajo iz priznanega francoskega podjetja Maumejean, pridobljene zahvaljujoč donacijam posameznikov, bratovščin in sosedskih skupin. Tempelj izstopa tudi po pomembni umetniški dediščini, ki jo ohranja, predvsem iz stare cerkve. Izstopa Križani Kristus iz 16. stoletja, ki trenutno stoji v glavnemu oltarju.

### Kapela Marije Karmenske
Privilegiran je oltar templja, po koncesiji Pija IX. leta 1876. V njem sta dva vitraja s podobama Marijinega srca in svetega Antona Marije Klareta, ki ju je leta 1920 darovala bratovščina Carmen, izdelala pa Maumèjean House in Pariški bratje.
Vidite lahko tudi dva druga vitraja, ki predstavljata Devico Carmen in San Fernanda, ki sta ju darovala g. Manuel González in njegova žena, gospa Carmen Suárez.
Devica Carmen in sveta Terezija sta bili prineseni iz Casa Miralles v Valencii. Devica leta 1902, ki jo je podaril D. Antonio Guerra, in Santa Teresa leta 1903, ki jo je plačala Dª Juana Suárez.
Tisto San Elíasa je v Las Palmasu de Gran Canaria izklesal valencijski kipar D. Agustín Navarro Beltrá in ga dal župniji D. Elías Hernández Pérez. Tista Svete Terese, pripeljana iz Barcelone leta 1947. Blagoslovljena in ustoličena je bila 27. aprila istega leta.
Oltarna slika, oltarna miza in niše, izrezljane v cedrovini, v gotskem slogu, okraski in pozlačeni zaključki so bili pridobljeni leta 1920 v hiši D. José Candela v Valencii.
Kot izjemen primer je bil duhovnik D. Francisco Cárdenes Herrera pokopan na tleh kapele, ne le zato, ker je bil velik promotor Bratovščine Carmen, ampak tudi zaradi njegovega ogromnega dela pri gradnji templja. Umrl je 14. oktobra 1943.

## Kontroverzna obnova
Leta 2020 je bila Virgen de los Dolores de Arucas predmet kontroverzne obnove.
- Pogled na neogotske stolpe cerkve
- Notranjost osrednje ladje in rozeta